# 수반현상설

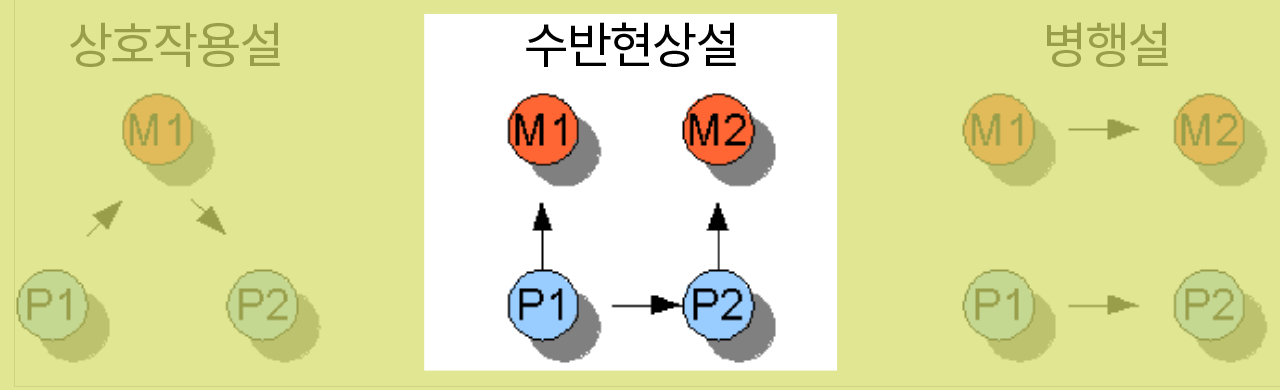
수반현상설의 설명. 왼쪽에서 각각 상호작용설, 수반현상설, 병행설. P는 물리적 (Physical)인 상태, M은 심적(Mental)인 상태를 나타낸다.

수반현상설(隨伴現象說, 영어: Epiphenomenalism)이란 심리철학에서 물질과 의식 사이의 인과관계에 대하여 논하는 형이상학적인 입장의 하나로서, 『의식이나 감각질은 물질의 물리적 상태에 부수하는 현상에 지나지 않으며, 물질에 대하여 어떠한 인과적 작용도 빚지 않는다』는 개념이다.
물질과 의식을 별개의 존재로 인식하는 이원론의 입장을 취하면서, 의식의 세계에서 일어나는 반응에는 반드시 그것에 대응하는 물질적 반응이 존재한다는 사고방식이다. (이 세상에서 일어나는 모든 물질적 반응에 있어서, 그 자리에 무언가의 의식이 자라난다고 하는 반대의 의미는 가지고 있지 않다.) 수반현상설과 대립하는 입장에 상호작용설이 있다.

## 이해

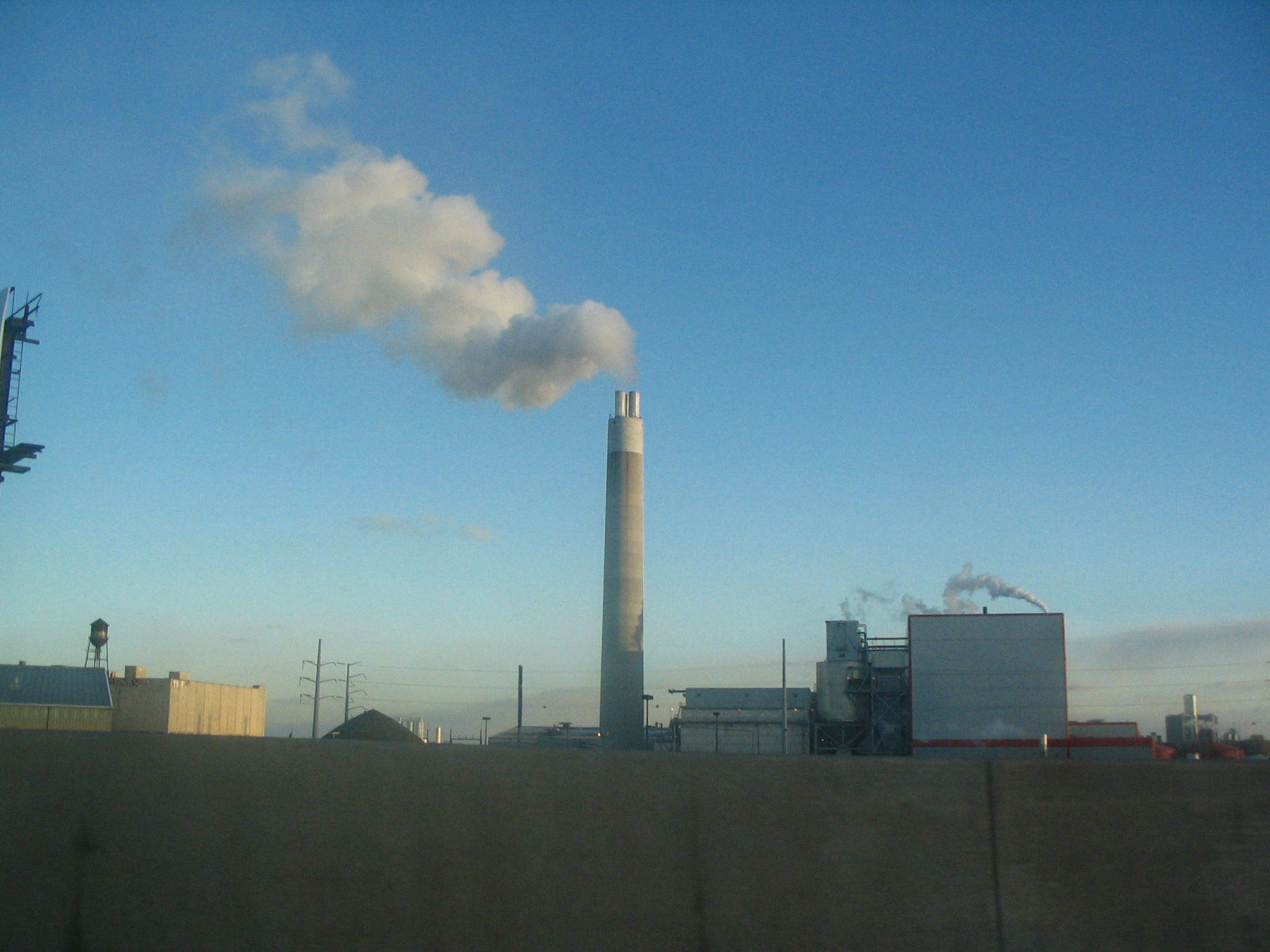
공장의 가동상황과, 굴뚝에서 피어오르는 연기 사이의 관계.

수반현상설의 사고방식을 설명할 때, 비화로 『공장과 연기』 이야기가 자주 쓰인다. 여기서는 공장이 굴뚝을 가지고 있다는 전제로 진행된다. 이 때, 「공장의 가동상황과 연기는 어떤 관계에 있는가」라는 의문으로 시작된다.
공장에서 생산을 시작하면 굴뚝에서는 연기가 올라오고, 생산을 멈추면 연기도 나오지 않게 될 것이다. 즉, 연기의 상태는 공장의 생산상황에 따라 결정된다.
하지만 반대의 경우는 일어날 수 있을까?라는 의문으로 전개된다. 즉, 연기가 나온 일이 원인이 되어 갑자기 공장이 생산을 시작하거나, 연기가 없어진 것이 원인이 되어 생산이 멋대로 멈춘다는 일을 가능한 걸까. 이러한 일은 일반적으로는 일어나지 않을 것이다.
즉 이 때, 원인과 결과 사이의 관계는, 공장에서 연기까지의 한 방향으로만 이루어지며, 연기에서 공장에 대해서는 어떠한 인과적 작용도 없다. 이상(以上)의 관계를 정리하면 다음과 같이 된다.
- 연기의 상태는 공장의 생산상황에 따라 결정되지만, 연기는 공장의 생산상황에 대하여 어떠한 영향도 미치지 않는다.

수반현상설은 물질과 의식(意識)에 관하여, 이 비화와 마찬가지의 관계를 주장한다. 즉, 「공장=물질」「연기=의식」으로 위의 문장을 바꿔쓰면,
- 의식의 상태는 뇌의 물리적인 상태에 따라 결정되지만, 의식은 뇌의 물리적인 상태에 대하여 어떠한 영향도 미치지 않는다.

와 같이 된다. 다른 관점에서 보면, 의식의 세계에서 일어나는 변화에는, 그것에 대응하는 뇌의 물리·화학·전기적 변화가 반드시 존재한다는 것이 된다.
상기(上記)가 수반현상설의 주장이다.

## 이점
수반현상설은, 물리세계는 물리세계만으로 인과적으로 닫혀 있다고 여기기(전문적으로 말하면, 수반현상설은 물리영역의 인과적 폐쇄성을 전제로 하고 있기) 때문에, 물리학과의 상성은 대체로 좋다. 수반현상설을 채용한다면, 물리학의 사고방식을 개변하거나 부정할 필요는 딱히 없으며, 물리학의 사고방식과 대립할 필요성도 없다. 그 때문에 과학적인 소양을 갖춘 사람들에게서는 받아들이기 쉬운 사고방식으로 여겨지며, 이를테면 역사적으로는 헉슬리, 현대에는 찰머스나 모기 겐이치로 등의 인물이 수반현상설의 입장에 서 있다. 다만, 수반현상설은 이원론을 전제로 하고 있기 때문에, 「현존하는 물리법칙이 전부이며, 그것과 다른 심적인 존재는 없다」라고 믿는 유물론의 일부와는 상성이 나쁘다.

## 문제점
수반현상설에 관한 문제점으로는 다음의 두 가지가 잘 알려져 있다. 첫 번째는 다음과 같다.
- 의식이 물리현상에 대하여 어떠한 영향도 미치지 않는다면, 그런 의식이 있든 없든, 어느 쪽이라도 좋지 않은가?

이 사고방식을 여실히 나타낸 것이 철학적 좀비의 이야기이다. 의식이라는 것이 이 세상에 있을 필요를 묻는다는 철학적 문제와 엮이지만, 그런 만큼, 필요 없는 것은 이 세상에 얼마라도 있으며, 실용 상의 문제는 없다.
또 다른 문제점은
- 의식이 물리상태에 대하여 어떠한 영향도 미치지 않는다면, 어째서 우리들은 의식이나 감각질에 대하여 이야기할 수 있는 것일까?

라는 것이다. 수반현상설에 따르면, 의식·감각질의 세계에서 물리현상의 세계에 영향을 주는 것은 결코 있을 수 없다. 의식·감각질의 세계에 있는 정보를 뇌세포는 대체 어떻게 하여 얻어온 것인가? 이 문제는 현상판단의 역설이라고 불린다. 수반현상설을 충실히 채용한다면, 모든 감각질 및 감각질의 변화에는 반드시 그에 대응하는 물리상태 및 물리상태의 변화가 존재해야 하며, 의식의 세계에서만 일어난 반응이라는 것은 전혀 존재하지 않기에, 현상판단의 역설은 존재하지 않는다.
우리가 의식에 대하여 이야기할 때, 말하는 자의 입이 움직이고, 공기가 진동하고, 듣는 자의 고막이 떨린다. 이는 모두 물리현상이며, 우리가 의식과 감각질에 대하여 「이야기 할 수 있는」 것은, 의식의 세계에서만 일어난 반응이라는 것은 존재하지 않으며, 의식에 대응하는 물리적 상태의 변화가 반드시 존재하기 때문이라고, 수반현상설로는 설명하는 것이다.

## 참고 문헌
- 스티븐 프리스트 『마음과 신체의 철학』 게이소쇼보 5 - 6페이지 1999년 ISBN 4-326-15341-5
- 토머스 헨리 헉슬리 (1874) "On the Hypothesis that Animals are Automata, and its History", The Fortnightly Review, n.s.16:555-580. Reprinted in Method and Results: Essays by Thomas H. Huxley (New York: D. Appleton and Company, 1898).

## 연관문헌
- 시바타 마사요시 「非法則論的一元論とエピフェノメナリズム」(비법칙론적 일원론과 수반현상설) (PDF) 중부철학회기요(中部哲学会紀要), 28: 29-41 (1996)

## 같이 보기
- 인과적 폐쇄성
- 수반